# Lucien Magne

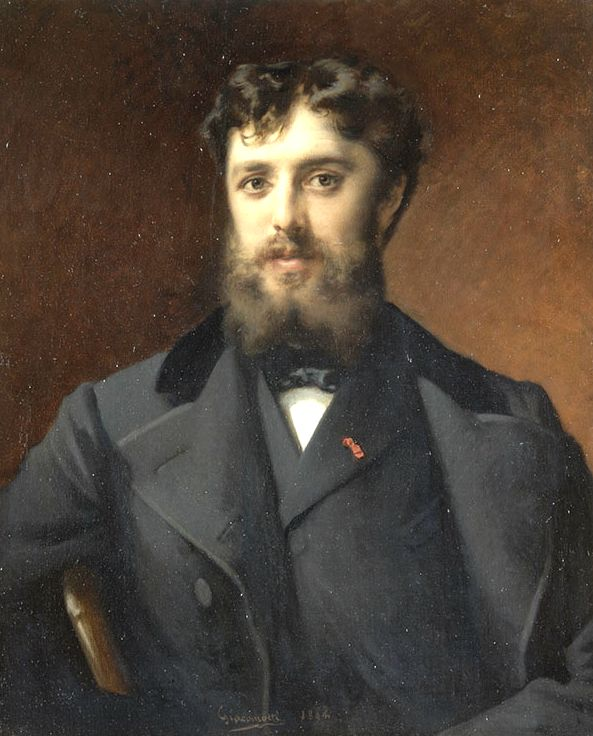
Porträt von Lucien Magne (nicht datiert) von Félix-Henri GIACOMOTTI (1828–1909)

 Lucien Magne (* 27. Dezember 1849 in Paris; † 25. Juli 1916 in Eaubonne) war ein französischer Architekt, Kunst- und Architekturhistoriker sowie Hochschullehrer. Seine Schwerpunkte lagen bei der französischen Architektur vom Mittelalter bis zur Renaissance, der Architektur des 19. Jahrhunderts, des Kunstgewerbes und der Glasmalerei.
Magne war der Sohn des Pariser Architekten Auguste-Joseph Magne (1816–1885) und ein Enkel des Architekten Pierre Magne (1790–1871). Sein Sohn war der Künstler Henri-Marcel Magne. Er studierte an der École des beaux-arts in Paris und erhielt dort 1868 seinen Abschluss. Im Jahr 1877 wurde er zum Diözesanarchitekt der Diözese Autun ernannt. Ab 1888 versah er diese Funktion in Poitiers und ab 1900 war er der stellvertretende Generalinspekteur des Diözesen-Gebäudebestandes. Ab 1891 lehrte er als Professor der Architekturgeschichte an der École des beaux-arts in Paris. Von 1899 bis zu seinem Tod hatte er außerdem eine Professur am Conservatoire National des Arts et Métiers inne. 1896 wurde er Mitglied der Commission des monumentes historiques, ab 1901 fungierte er als deren Generalinspekteur (inspecteur général). 1885 wurde er zum Ritter und im Jahr 1900 zum Offizier der Ehrenlegion ernannt.

## Veröffentlichungen (Auswahl)
- L'Art dans l'habitation moderne. Firmin-Didot, Paris 1887.
- Le Palais de Justice de Poitiers, étude sur l'art français au XIVe et au XVe siècles. Librairie centrale des beaux-arts, Paris 1904.
- L'Esthétique des villes. Mercure de France, Paris 1908.